# Trusteer

Trusteer est une société informatique de sécurité dont le siège est à Boston (États-Unis),  C'est une division de la société IBM qui gère une suite de logiciel de sécurité,. Fondée en Israël en 2006,, Trusteer a été acquise en septembre 2013 par IBM pour 1 milliard de dollars,.
Les logiciels de sécurité de Trusteer visent à bloquer les menaces en ligne de logiciels malveillants et les attaques d'hameçonnage (phishing), et à soutenir les exigences de conformité réglementaire. L'équipe de recherche de logiciels malveillants de Trusteer vise à analyser les informations reçues de la base installée de 30 000 000 terminaux d'utilisateurs et des centaines d'organisations.
Trusteer est implanté  en Amérique du Nord, en Amérique du Sud, en Europe, en Afrique, au Japon et en Chine,,,.

## Produits
Les produits de Trusteer visent à prévenir les incidents à la pointe de l'attaque tout en analysant leur source pour prévenir les attaques futures. En outre, Trusteer permet aux organisations de recevoir des alertes immédiates et de faire un rapport à chaque fois qu'une nouvelle menace est lancée contre eux ou leurs clients.

### IBM Trusteer Rapport
Trusteer Rapport est un logiciel de sécurité annoncé comme une couche supplémentaire de sécurité aux logiciels anti-virus. Il est conçu pour protéger les données confidentielles, telles que les identifiants du compte qui pourraient être volés par des logiciels malveillants (malware) et par l'intermédiaire de l'hameçonnage (phishing). Pour atteindre cet objectif, le logiciel inclut des mesures anti-phishing de protection et tente d'empêcher les actions malveillantes de capture d'écran. Il tente de protéger les utilisateurs contre les formes d'attaques suivantes : 
- Man-in-the-browser (l'homme dans le navigateur) où un logiciel malveillant s'infiltre dans le navigateur (extension, objet d'aide du navigateur ou module). Ce logiciel malveillant contrôle alors ce qui se passe dans le navigateur et il est capable de lire des informations sensibles (par exemple, les identifiants de connexion). Il peut également effectuer des transactions au nom du client (par exemple, transférer de l'argent depuis un compte bancaire vers celui du voleur).
- Man-in-the-middle (l'homme du milieu), c'est une attaque qui est une variante avancée des attaques d'hameçonnage et de pharming (dévoiement ou usurpation de DNS).
- enregistreurs de frappe (keylogger), Trusteer Rapport crypte ce qui est saisi pour empêcher la lecture des informations sensibles.
- détournement de session (un programme malveillant de piratage de session vole les paramètres de la session avec un site Web et les informations sont transmises au voleur qui peut alors utiliser ces paramètres de session pour prendre le contrôle de la session sur le site en contournant le processus d'authentification qui est requis pour s'y connecter).
- capture de l'écran (Les malwares peuvent faire des captures d'écran pour enregistrer ce qui s'affiche sur le moniteur, par exemple, les détails des comptes bancaires).

Lors de l'installation, Rapport tente également de supprimer les logiciels malveillants financiers existants sur la machine de l'utilisateur final et de prévenir les infections futures. Trusteer Rapport est annoncé pour être compatible avec Microsoft Windows (XP-SP2 et ultérieure) et Mac OS X et peut être téléchargé gratuitement. Les institutions financières offrent le logiciel gratuitement en vue de faire des opérations bancaires en ligne plus sures pour les clients,.
Diverses institutions financières distribuent actuellement le logiciel à leurs clients via les services internets bancaires. Les banques qui veulent promouvoir le logiciel sont: 
- Bank of America, Société Générale, INGDirect, HSBC, NatWest, The Royal Bank of Scotland, CIBC, Ulster Bank, First Direct, Santander, Standard Bank of South Africa, Scotiabank BMO, Banco de Chile, The Co-operative Bank, Guaranty Trust Bank Plc (GTBank), Ecobank Davivienda et First Republic Bank.

Le logiciel est annoncé comme étant compatible avec les différents programmes de navigation (Microsoft Internet Explorer, Mozilla Firefox, Google Chrome and Apple Safari).
Les conditions générales d'utilisation (CGU) (Paragraph #2) permettent à IBM de prendre les fichiers qui sont installés sur la machine. You authorize personnel of IBM, as Your Sponsoring Enterprise's data processor, to use the Program remotely to collect any files or other information from your computer ... (Vous autorisez le personnel d'IBM, en tant que processeur de données de votre Sponsoring Enterprise, à utiliser le programme à distance pour recueillir tous les fichiers ou d'autres informations à partir de votre ordinateur ...).  Certains considèrent cela comme une violation de la sécurité et la vie privée.

### Trusteer Pinpoint
Trusteer Pinpoint est un service basé sur le Web qui permet aux institutions financières de détecter et d'atténuer les logiciels malveillants qui veulent faire de l'hameçonnage et des attaques de contrôle de comptes, sans installer aucun logiciel sur les dispositifs d'extrémité. Il permet aux entreprises concernées par la fraude en ligne ou le vol de données d'analyser leur trafic Web et de veiller à ce qu'aucun ordinateur portable ou de bureau extérieur qui est introduit dans un réseau d'entreprise ne soit infecté par des logiciels malveillants avant d'autoriser l'accès des visiteurs à leurs services Web.

### Trusteer Mobile Fraud Risk Prevention
Risk Engine mobile vise à protéger les organisations contre les attaques entre mobiles et de PC à mobile. Le produit tente de détecter l'action et il arrête la prise en main des comptes à partir d'appareils mobiles en identifiant les tentatives d'accès criminelles. Il tente aussi d'identifier les dispositifs qui sont vulnérables aux logiciels malveillants et ceux qui ont été infectés. Risk Engine Trusteer Mobile est un service basé sur le Web qui inclut le SDK mobile Trusteer, Mobile App Trusteer, Trusteer mobile Out-of- Authentification Band, et Risk API Mobile. La combinaison de Mobile Risk Engine et de ses composants côté client permet de fournir les empreintes digitales de l'appareil pour les appareils mobiles, la prévention compte de rachat de dispositifs mobiles, la détection des appareils mobiles compromis et l'accès à une base de données mondiale de fraudeurs.

### Trusteer Apex
Trusteer Apex est une solution automatisée qui tente d'empêcher les exploits et les logiciels malveillants de compromettre les critères d'évaluation et l'extraction d'informations. Apex a trois couches de sécurité: - exploiter la prévention, la prévention de l'exfiltration des données et la protection des informations d'identification. Apex protège l'identité des employés des attaques d'hameçonnage en validant que les employés n'accedent qu'à des connexions URL autorisées. Apex empêche également les employés des entreprises de réutiliser leurs informations d'identification pour accéder aux applications d'entreprise qui ne sont pas des entreprises publiques, comme PayPal, e-Bay, Facebook ou Twitter. Apex oblige les utilisateurs à fournir des informations d'identification différentes pour de telles applications, pour réduire le risque d'exposition des titres de compétence.